# Essigsäurepropylester
Essigsäurepropylester (nach IUPAC-Nomenklatur Propylethanoat, auch Essigsäure-n-propylester oder Propylacetat) ist ein Carbonsäureester, der sich aus Essigsäure und 1-Propanol zusammensetzt. Zusammen mit der isomeren Verbindung Essigsäureisopropylester bildet er die Gruppe der Propylacetate.

## Vorkommen
Essigsäurepropylester kommt im Aroma vieler Früchte vor. Ein wichtiger Bestandteil ist es im Apfelaroma, wo es bis zu 10 % der flüchtigen Verbindungen ausmacht. Beispielsweise wurde es in den Sorten Golden Delicious und Granny Smith nachgewiesen. Es ist ebenso ein wichtiger Bestandteil im Aroma von Hancornia speciosa (bis zu 11 %) und von Pflaumen. Es kommt außerdem vor in Zuckermelonen, Nektarinen, Passionsfrucht, Papaya, Erdbeeren, Feigen, Pfirsich, Guaven und Wein, sowie in Saft von Himbeeren, Brombeeren und Pfirsich. In kleinen Mengen wurde es in Ananas, Bananen und Jackfrucht nachgewiesen. Außerdem ist es mitverantwortlich für den Geruch von Grassilage.

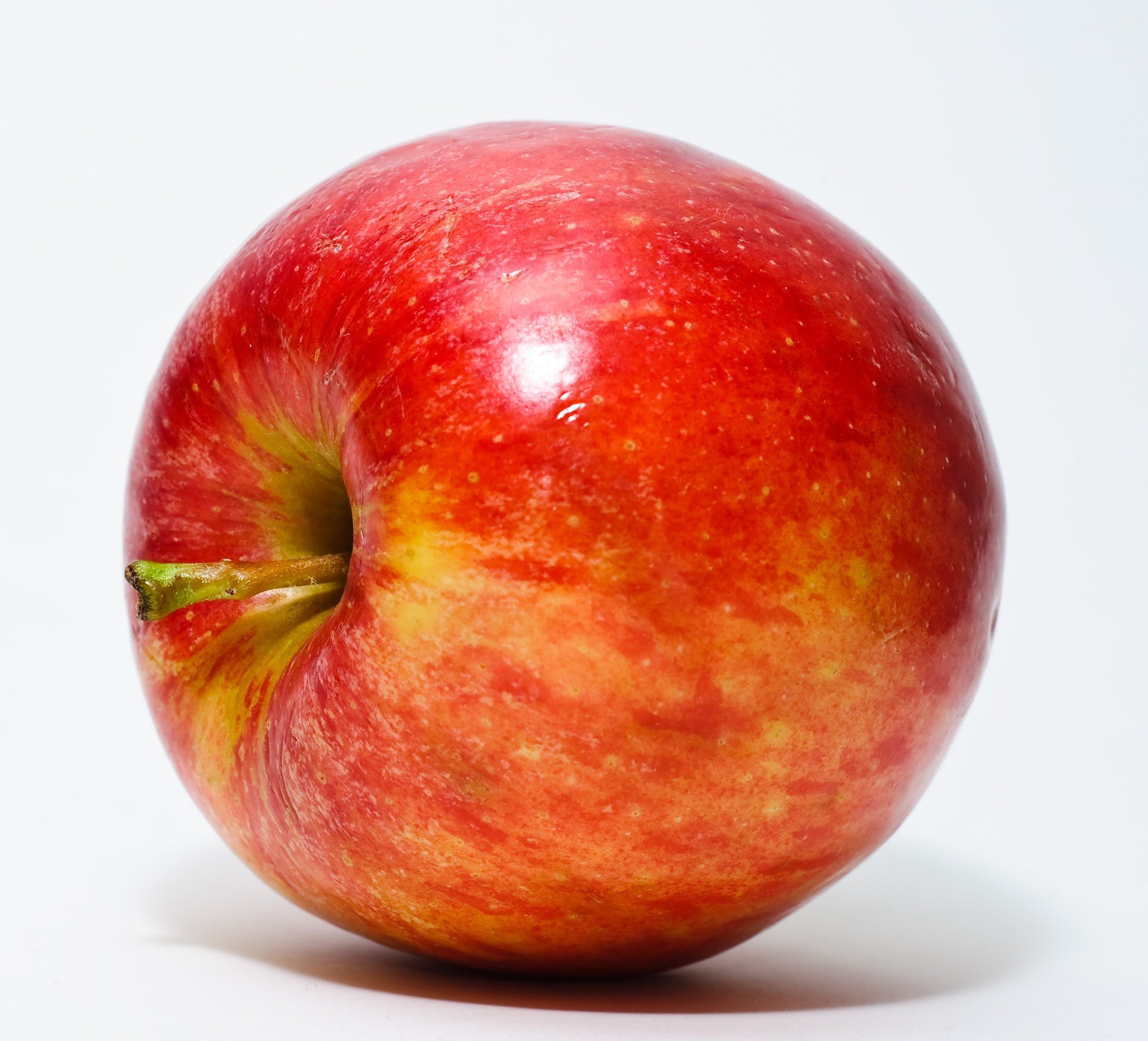
Apfel
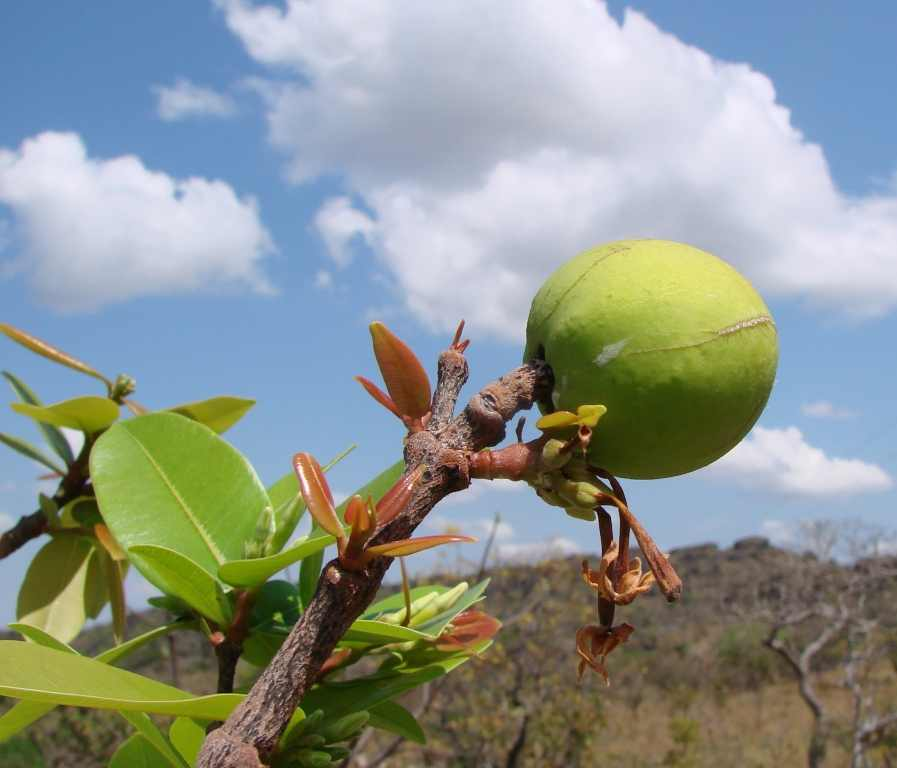
Hancornia speciosa
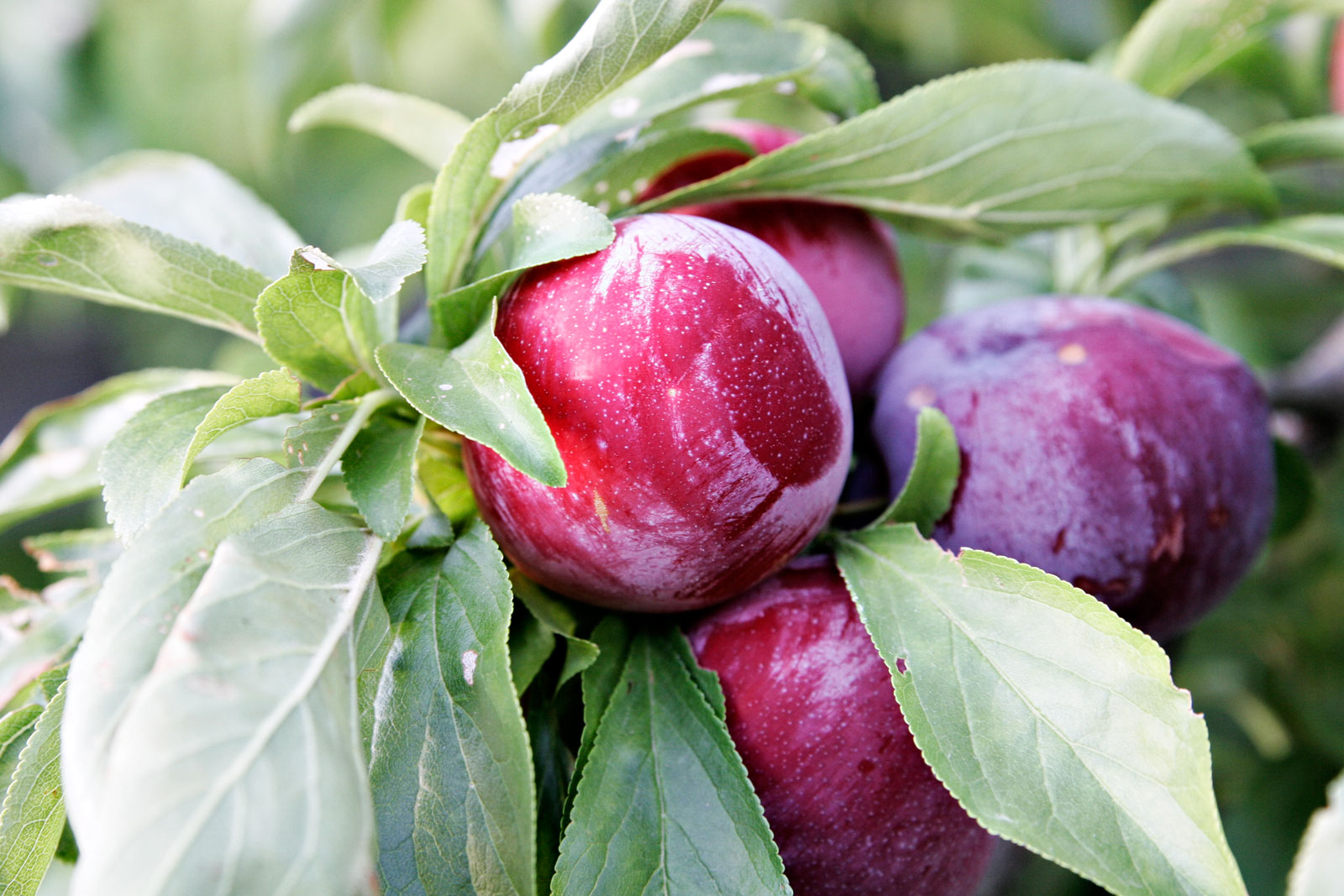
Pflaumen
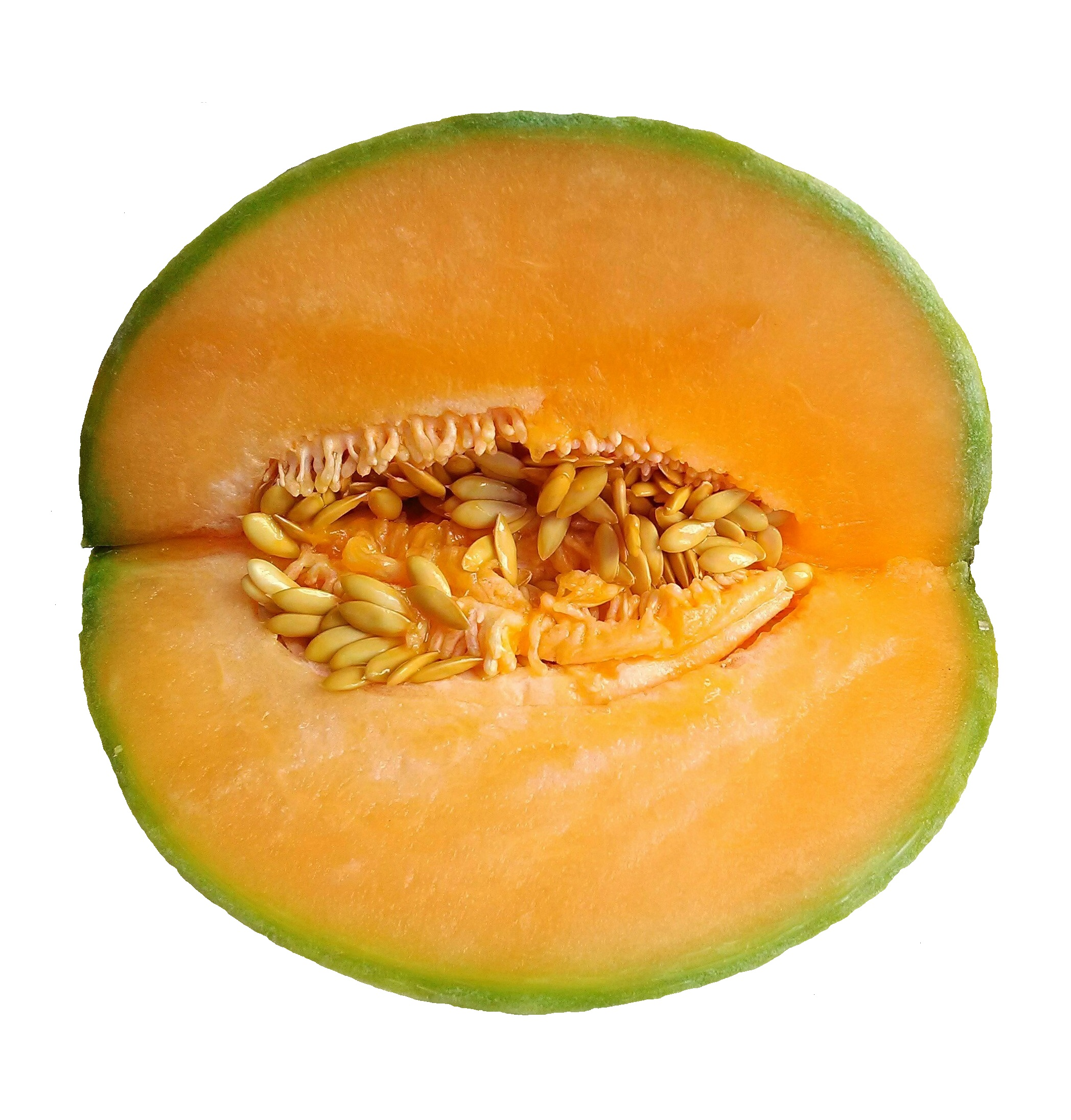
Zuckermelone
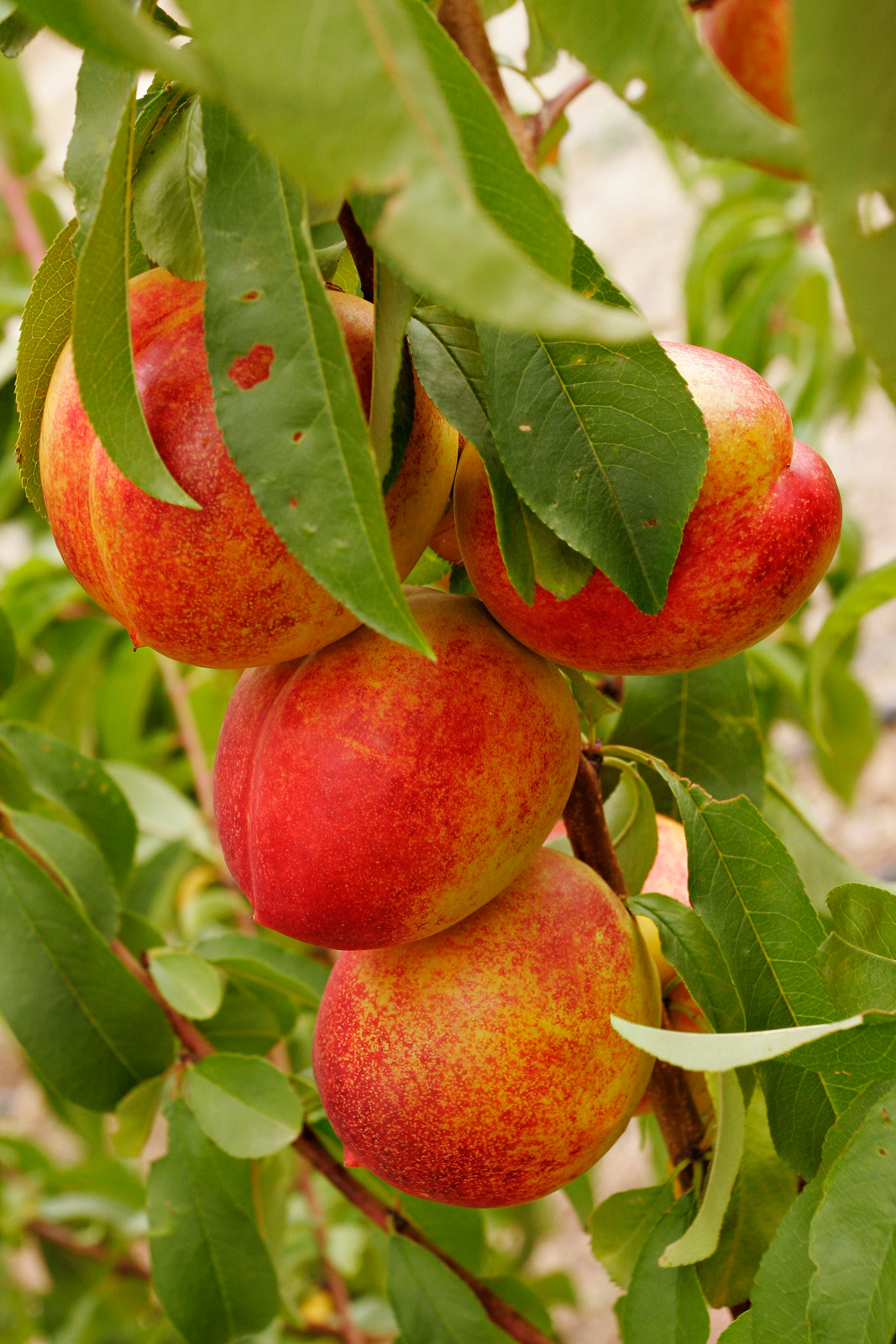
Nektarinen

## Gewinnung und Darstellung
Die technische Herstellung von Essigsäurepropylester erfolgt weitestgehend durch direkte Veresterung von Essigsäure mit 1-Propanol bei Temperaturen von 90–120 °C an stark sauren Kationenaustauschern als Katalysator.
Die Umsetzung wird in einem rohrförmigen Festbettreaktor durchgeführt und das entstehende Wasser kontinuierlich aus dem Reaktionsgemisch entfernt (Verschiebung des Gleichgewichts auf die Produktseite).
Im Labor- bzw. kleinerem Maßstab verwendet man gelegentlich auch starke Mineralsäuren wie Schwefel- oder Salzsäure, sowie oft auch p-Toluolsulfonsäure als Katalysator. Essigsäurepropylester kann auch enzymatisch hergestellt werden, durch Umesterung von Vinylacetat mit 1-Propanol.

## Eigenschaften

### Physikalische Eigenschaften
Essigsäurepropylester ist eine farblose Flüssigkeit, die bei Normaldruck bei 101,5 °C siedet. Die molare Verdampfungsenthalpie beträgt am Siedepunkt 33,92 kJ·mol−1. Die Dampfdruckfunktion ergibt sich nach Antoine entsprechend log10(P) = A−(B/(T+C)) (P in bar, T in K) mit A = 4,14386, B = 1283,861 und C = −64,378 im Temperaturbereich von 312,22 bis 374,03 K. Es besitzt eine spezifische Wärmekapazität bei 25 °C von 196,07 J·K−1·mol−1 bzw. 1,92 J·K−1·g−1, eine Oberflächenspannung von 24,28 mN/m, eine Standardverdampfungsenthalpie von 39,77 kJ/mol, eine Dielektrizitätszahl von 6,002 und eine Viskosität von 0,58 mPa·s (jeweils bei 20 °C).

### Sicherheitstechnische Kenngrößen
Essigsäurepropylester bildet leicht entzündliche Dampf-Luft-Gemische. Die Verbindung hat einen Flammpunkt bei 10 °C. Der Explosionsbereich liegt zwischen 1,7 Vol.‑% (70 g/m3) als untere Explosionsgrenze (UEG) und 8,0 Vol.‑% (340 g/m3) als obere Explosionsgrenze (OEG).) Der maximale Explosionsdruck beträgt 8,6 bar. Die Grenzspaltweite wurde mit 1,04 mm bestimmt. Es resultiert damit eine Zuordnung in die Explosionsgruppe IIA. Die Zündtemperatur beträgt 455 °C. Der Stoff fällt somit in die Temperaturklasse T1.

## Verwendung
Essigsäurepropylester ist eines der wichtigsten Lösungsmittel in der Druckindustrie. Auch in der Kosmetikindustrie wird es als Lösungsmittel verwendet, dort überwiegend in Nagellack-Produkten. Beim Voluntary Cosmetic Registration Program der FDA im Jahr 2010 wurden beispielsweise insgesamt 46 Produkte registriert, die die Verbindung enthalten, darunter auch 26 von 333 Nagellack-Produkten.
Daneben wird es in Kosmetika auch als Duftstoff verwendet. Seine Geruchsschwelle beträgt 2000 μL/m3. Es ist zum Beispiel eine wichtige Geruchskomponente in Duftkerzen mit Apfelaroma. In Lebensmitteln wird es als Aroma eingesetzt, bei der FDA ist es GRAS (generally recognized as safe), in der EU ist es unter der FL-Nummer 09.002 für Lebensmittel allgemein zugelassen.
Als Elektrolyt in Lithium-Ionen-Batterien wird vor allem Ethylencarbonat eingesetzt, eine Verwendung von Essigsäurepropylester, insbesondere zum Einsatz bei tiefen Temperaturen, wird jedoch erforscht.

## Toxikologie / Risikobewertung
Die Verbindung wird im menschlichen Körper zu Essigsäure und 1-Propanol metabolisiert. Die akute Toxizität von Essigsäurepropylester ist sehr gering. In verschiedenen Studien wurde der LD50-Wert bestimmt, zu 9,37 g/kg Körpergewicht (Ratte, oral), 8,3 g/kg (Maus oral), sowie größer 5 g/kg (Kaninchen, dermal). In geringen und mäßigen Mengen verursachte die Verbindung keine Hautreizungen in Versuchen an Tieren und Menschen, in sehr hohen Mengen (10 mL/kg an Meerschweinchen) verursachte es deutliche, vorübergehende Reizungen oder (20 mL/kg an Kaninchen) zum Teil sogar Nekrosen. In Versuchen an Kaninchen verursachte es leichte Augenreizungen. In zwei Studien konnte keine Genotoxizität festgestellt werden. Die Dämpfe von Essigsäurepropylester wirken auf Menschen narkotisierend.
Essigsäurepropylester wurde 2015 von der EU gemäß der Verordnung (EG) Nr. 1907/2006 (REACH) im Rahmen der Stoffbewertung in den fortlaufenden Aktionsplan der Gemeinschaft (CoRAP) aufgenommen. Hierbei werden die Auswirkungen des Stoffs auf die menschliche Gesundheit bzw. die Umwelt neu bewertet und ggf. Folgemaßnahmen eingeleitet. Ursächlich für die Aufnahme von Essigsäurepropylester waren die Besorgnisse bezüglich Verbraucherverwendung, Exposition von Arbeitnehmern, hoher (aggregierter) Tonnage, anderer gefahrenbezogener Bedenken und weit verbreiteter Verwendung sowie der möglichen Gefahr durch reproduktionstoxische Eigenschaften. Die Neubewertung wurde zurückgezogen.